# Michael Ljunggren
Per Michael "Joe" Ljunggren, född 22 mars 1962, mördad 17 juli 1995, var president för motorcykelklubben Bandidos i Sverige.
Ljunggren och Jan Krogh "Face" Jensen startade i mitten av 1980-talet White Trash MC, Sveriges första MC-klubb av "outlaws"-karaktär. Den Helsingborgbaserade klubben Morbids MC, där Ljunggren var aktiv, hamnade i konflikt med Hells Angels i början av 1990-talet och sökte kontakt med Bandidos i Danmark, som etablerats där 1993. Den 22 januari 1995 bildades Bandidos MC Helsingborg som den första Bandidosavdelningen i Sverige med Morbids MC som grund, och Ljunggren som president.
Den 17 juli 1995 var Ljunggren på väg hem från ett besök hos den finländska MC-klubben Undertakers MC i Helsingfors, som i januari 1995 blivit hangaroundklubb till Bandidos. Han befann sig i sällskap med Jan Jensen, en tidigare medlem i Hells Angels som gått över till Bandidos. Efter att ha åkt med färjan till Stadsgårdskajen i Stockholm åkte de båda på sina Harley-Davidson i riktning Helsingborg. Vid Ljungby var Jensen tvungen att avbryta motorcykelfärden på grund av problem med sin motorcykel. Ljunggren fortsatte färden ensam och sköts ihjäl av okända gärningsmän medan han åkte på E4 söder om Markaryd. Ljunggren sågs köra ut i vägrenen och sedan köra omkull, och när en bakomvarande bil larmade ambulans antogs först att det rörde sig om en trafikolycka. Först på sjukhuset stod det klart att han träffats av flera skott, varav ett trängt igenom den skyddsväst han bar och träffat honom i ryggen.
Ljunggren hade vid mordtillfället levt i ständig rädsla för Hells Angels i tre år enligt uppgifter från hans mor, och han hade nyligen börjat bära skyddsväst. Han efterlämnade två söner på sex och tio år.
Mordet på Ljunggren har aldrig blivit uppklarat, men ledde till en upptrappning av det pågående stora nordiska MC-kriget mellan Bandidos och Hells Angels.
Året efter, 1996, mördades Ljunggrens Bandidos-kollega Jan Krogh "Face" Jensen.